# Goldener Spatz 2009
Das 17. Deutsche Kinder-Medien-Festival „Goldener Spatz“ fand vom 24. bis 30. Mai 2009 in Gera und Erfurt statt. Zugleich wurde damit das 30-jährige Jubiläum des Festivals gefeiert.
In beiden Städten wurden insgesamt rund 11.000 Festivalbesucher, darunter 400 akkreditierte Fachbesucher, verzeichnet.

## Preisträger

### Preise der Kinderjury
- Kino-/Fernsehfilm: Hexe Lilli – Der Drache und das magische Buch (Buch: Stefan Ruzowitzky, Armin Toerkell, Ralph Martin, Regie: Stefan Ruzowitzky)
- Kurzspielfilm, Serie/Reihe: KI.KA-Krimi.de: Chatgeflüster (Buch: Anja Kömmerling und Thomas Brinx, Regie: Christoph Eichhorn)
- Information/Dokumentation: stark!: Moritz – Wäre cool, wenn sie ein Engel wird (Buch und Regie: Simone Gabs)
- Minis: Herr Wehrli räumt auf (Regie: Joerg Daiber)
- Unterhaltung: Die Sendung mit dem Elefanten: Kunst und Co. (Buch und Regie: Renate Bleichenbach, Leona Frommelt)
- Animation: Chicken Wings (Buch und Regie: Pauline Kortmann)
- Beste Darstellerin: Alina Freund (für Hexe Lilli)
- Bester Moderator: Ralph Caspers (für Wissen macht Ah!)

Anders als im Vorjahr wurden in den Kategorien Darsteller und Moderator wieder getrennte Preise vergeben, da innerhalb der Jury keine Einigung erzielt wurde.

### Online Spatzen
- Goldener Webspatz: www.kika.de
- Goldener Onlinespiele-Spatz: Karibuni – Willkommen in Afrika auf ZDF tivi

### Preise der Fachjury
- Bestes Vorschulprogramm: Die Sendung mit dem Elefanten: Kunst und Co.
- Preis des MDR-Rundfunkrates (für das beste Drehbuch): Matthias Schmidt für Höllenritt
- Sonderpreis des Thüringer Ministeriums für Bau, Landesentwicklung und Medien für die beste Regie: Hexe Lilli (Regie: Stefan Ruzowitzky)

### SPiXEL-Preise
- Kategorie Information/Dokumentation: Film ab! (Sim TV – Kinderfilmakademie e. V., Sindelfingen)[1]
- Kategorie Animation: SSDS – Saarland sucht den Superstar („Mein Trickfilm“, Ferienkurs der Landesmedienanstalt Saarland)[2]
- Kategorie Spielfilm: Gangsterjagd in Altona (Projektarbeit des Jugendfilm e. V., Hamburg)[3]